# Huntspill
Huntspill is een plaats en civil parish in het bestuurlijke gebied Sedgemoor, in het Engelse graafschap Somerset met 2659 inwoners.